# Lozoyuela-Navas-Sieteiglesias
Lozoyuela-Navas-Sieteiglesias település Spanyolországban, Madrid tartományban. Lozoyuela-Navas-Sieteiglesias Valdemanco, Garganta de los Montes, Buitrago del Lozoya, Puentes Viejas, El Berrueco és La Cabrera községekkel határos. Lakosainak száma 1483 fő (2024).

## Népesség
A település népessége az utóbbi években az alábbiak szerint változott:
| Lakosok száma | 680  | 847  | 980  | 1093 | 1200 | 1196 | 1237 | 1299 | 1461 | 1483 |
|               | 2001 | 2004 | 2007 | 2009 | 2012 | 2014 | 2017 | 2019 | 2022 | 2024 |